# Актау (аеропорт)
Міжнародний аеропорт «Актау» (каз. Ақтау халықаралық әуежайы) (IATA: SCO, ICAO: UATE) - міжнародний аеропорт міста Актау в Казахстані.
Аеродром Актау 1 класу, здатний приймати повітряні судна Іл-76, Ан-124 і легші, а також гелікоптери всіх типів. Аеродром розташований на рівнинній місцевості; понад 300 днів у році метеорологічні умови сприятливі для виконання рейсів, злітно-посадкова смуга зорієнтована на розі вітрів, тому закриття аеродрому з обмежень бокового вітру малоймовірне.
Аеропорт побудований на початку 1980-х і до розпаду СРСР мав назву Шевченко-Центральний. Раніше існував аеропорт Шевченко в межах міста (43°40′43″ пн. ш. 51°09′33″ сх. д. / 43.67861° пн. ш. 51.15917° сх. д.). Громадський транспорт з міста до аеропорту відсутній.
На аеродромі також базується військова авіація (літаки Су-25, Су-27).

## Авіалінії та напрямки на січень 2018

### Пасажирські
| Авіакомпанія | Пункт призначення |
| ------------ | --- |
| Aeroflot     | Москва-Шереметьєво |
| Air Astana   | Алмати, Астана, Атирау |
| AtlasGlobal  | Стамбул-Ататюрк |
| AZALJet      | Баку |
| Bek Air      | Алмати, Уральськ, Горган, Кизилорда, Шимкент |
| Qazaq Air    | Атирау |
| RusLine      | Самара |
| СКАТ         | Актобе, Алмати, Астана, Астрахань, Атирау, Баку, Батумі, Стамбул-Ататюрк, Київ-Бориспіль, Кутаїсі, Кизилорда, Краснодар, Махачкала, Мінеральні Води, Москва-Внуково, Уральськ, Ростов-на-Дону, Шарджа,Шимкент, Сочі, Тбілісі, Волгоград, Єреван |
| SkyBus       | Сезонний чартер: Батумі |

### Вантажні
| Авіакомпанія      | Пункт призначення |
| ----------------- | ----------------- |
| Coyne Airways     | Тбілісі           |
| Silk Way Airlines | Атирау, Баку      |

## Ресурси Інтернету
- Аеропорт Актау [Архівовано 24 листопада 2009 у Wayback Machine.]